# Daingean
Daingean (An Daingean en irlandais, signifiant « le fort ») est une petite ville dans l'est du comté d'Offaly. Elle est située à mi-chemin entre les villes de Tullamore et d'Edenderry. La ville de Daingean comptait 1 223 habitants lors du recensement de 2022. Daingean est la ville principale de sa propre paroisse catholique, les autres pôles principaux étant Ballycommon, Kilclonfert et Cappincur.

## Histoire
La ville a été pendant quelque temps appelée Philipstown lors de l'occupation britannique de l'Irlande, nommée d'après le roi Philippe II d'Espagne (alors roi d'Irlande par jure uxoris).

## Attractions Touristiques

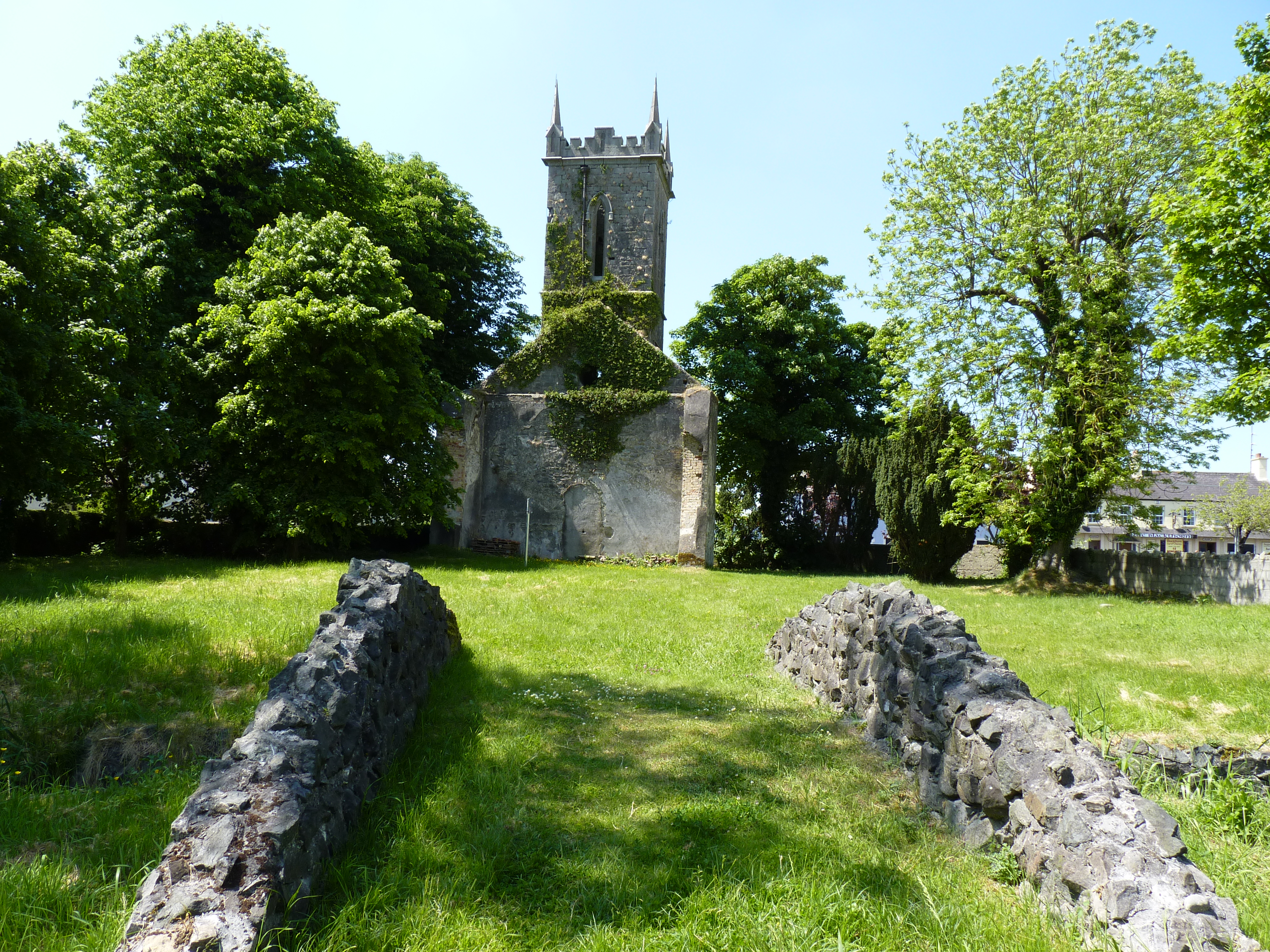
Vestige de l'ancienne église.

Le Grand Canal, qui relie Dublin dans l'est avec le fleuve Shannon à l'ouest, passe à travers le village.
Une ancienne église de l'Église d'Irlande de 1835 présente une tour à pinacle et une façade à pignon.
Il existe un important terrain de golf à Daingean : Castle Barna Golf Club.

## Évènements Culturels
Le Daingean Homecoming Festival se déroule chaque début août.

## Accès
La route R402 forme la rue principale, Main Street, de Daingean. De Dublin on se dirige vers l'ouest en prenant l'autoroute M4. On retrouve la R402 en sortant de l'autoroute à Enfield.
La ligne de bus 120C de Tullamore à Edenderry et Enfield de Go-Ahead Ireland (GAI) passe par Daingean. 
La gare la plus proche est celle de Tullamore à 17,5 km de route (20 minutes en voiture).

## Divers
Un corps de tourbière, du nom d'Homme de Croghan, a été retrouvé dans les tourbières non loin de Daingean.